# Concord (California)
Concord (pronunciación: can'curd) es la ciudad más grande del condado de Contra Costa en California, Estados Unidos. En el año 2020 el censo reportó una población de 125 410 habitantes en Concord. Fue fundado en 1869 con el nombre de Todos Santos por Don Salvio Pacheco y meses después se cambió al actual nombre. La población es un principal centro regional del Área metropolitana de la Bahía de San Francisco y se ubica a 50 kilómetros de San Francisco. El alcalde es William D. Shinn. Tiene dos estaciones del sistema de metro El BART.
La Biblioteca del Condado de Contra Costa gestiona la Concord Library.
Es la ciudad natal del actor Tom Hanks (n. 1956).